# 館林市立美園小学校
館林市立美園小学校（たてばやししりつ みそのしょうがっこう）は、群馬県館林市にある公立小学校。

## 沿革
- 1989年（平成元年）9月21日 - 校舎建築着工式挙行。
- 1991年（平成3年）
  - 3月11日 - 校舎建築竣工式挙行。
  - 4月1日 - 市内で11校目の小学校として開校。
- 1992年（平成4年）3月5日 - 校歌発表会挙行。
- 2000年（平成12年）4月 - 創立10周年記念式典挙行。

## 教育目標
- 「自ら学ぶ子」「思いやりのある子」「体をきたえる子」「がんばりぬく子」

## 所在地
- 群馬県館林市美園町27-1

## 学区
- 美園町[1]
- 西美園町
- 東美園町
- 南美園町
- 堀工町
- 分福町

## 学校周辺
- 美園学童クラブ - 館林市道をはさんで、敷地が隣接。
- 茂林寺川
  - たぬき橋 - 館林市道茂林寺中通り線に架かる橋
- 館林市立茂林寺公園
  - 茂林寺沼
- 茂林寺（分福茶釜伝説で有名）
- 東武トレジャーガーデン（旧・野鳥の森と〜ぶ） - 2021年6月をもって閉園[2]。

## アクセス
- 東武鉄道伊勢崎線茂林寺前駅より、
  - 徒歩約1.2km・約18分。
  - 下述の館林市コミュニティバス「茂林寺循環」線に乗車し、「美園小学校東」 停留所下車後、徒歩。
- 館林市コミュニティバス
  - 「茂林寺循環」線で、「美園小学校東」停留所下車後、徒歩約490m・約8分（最短距離を移動した場合）。
  - 「館林・明和・千代田」線で、「水質管理センター入口」停留所下車後、徒歩約610m・約10分（最短距離を移動した場合）。